# Qizilqum Zarafshon
Qizilqum Zarafshon (usbekisch Қизилқум Зарафшон футбол клуби Qizilqum Zarafshon futbol klubi) ist ein Fußballverein aus der usbekischen Stadt Zarafshon. Der Verein spielt derzeit in der höchsten Spielklasse von Usbekistan, der Uzbekistan Super League. Heimspiele trägt der Club im Yoshlar Stadion aus. Gegründet wurde der Verein 1994 als Progress Zarafshon. 1999 stieg der Verein erstmals in die 1. Liga auf. Bis zur Saison 2008 hatte der Verein nie mit dem Abstieg zu tun und befand sich zumeist im Mittelfeld der Tabelle. Die beste Platzierung des Vereins war der dritte Platz 2002. Mit einem 14. Platz 2008 erreichte man die schlechteste Platzierung seit dem Aufstieg.

## Stadion
Seine Heimspiele trägt der Verein im Yoshlar Stadion in Navoiy aus. Das Stadion hat ein Fassungsvermögen von 12.500 Personen.